# Встреча у старой мечети
«Встреча у старой мечети» — остросюжетный приключенческий художественный чёрно-белый фильм, истерн, поставленный в 1969 году режиссёром Сухбатом Хамидовым на киностудии «Таджикфильм».
Премьера фильма состоялась в Москве 9 марта 1970 года.

## Сюжет
Начало 1930-х годов в Таджикистане — непростое время. Продолжаются нападения басмачей на мирные города и кишлаки.
Узнав о готовящемся нападении банды на маленький городок на юге Таджикистана для захвата золота, спрятанного эмиром в старой городской мечети, бывший красноармеец, участник гражданской войны Гусев собирает небольшой отряд для отпора басмачам.

## В ролях
| Актёр                                                                   | Роль                            |
| ----------------------------------------------------------------------- | ------------------------------- |
| Ходжадурды Нарлиев (в титрах Ходжа Нарлиев) (озвучивает Владимир Гусев) | Иззат Каримов главный герой     |
| Расми Джабраилов (озвучивает Сергей Цейц)                               | фотограф                        |
| Усман Салимов (в титрах У. Мирсалимов) (озвучивает Анатолий Кубацкий)   | старик Гафиз                    |
| Абдульхайр Касымов (озвучивает Иван Рыжов)                              | Шариф                           |
| Роман Хомятов                                                           | Виктор Гусев                    |
| Александра Завьялова                                                    | Маша главная героиня            |
| Людмила Хмельницкая                                                     | жена фотографа                  |
| Борис Быстров                                                           | учитель Володя Голубев          |
| Анвар Тураев                                                            | киномеханик                     |
| Карло Саканделидзе                                                      | маркёр Котэ                     |
| Ирина Титова                                                            | Тамарочка                       |
| Герберт Дмитриев                                                        | Пашков                          |
| Гурминдж Завкибеков                                                     | Алимардон                       |
| Турахон Ахмадханов                                                      | командир отряда Саидов          |
| Шамси Джураев                                                           | жестокий отец                   |
| Насыр Хасанов                                                           | милиционер Амин брат шашлычника |
| Николай Волчков                                                         | прежний директор школы          |
| Хайдар Шаймарданов (в титрах - Х. Шохимарданов)                         | пожилой горожанин               |
| Махмуд Тахири                                                           | человек в парандже              |
| Бахтали Сабзалиев                                                       | бандит                          |
| М. Ходжикулов                                                           | шашлычник                       |
| Марат Хасанов                                                           |                                 |
| Мухаббат Саттарова                                                      |                                 |
| Киматшой Иматшоев                                                       |                                 |

### Озвучивание
- Николай Граббе — бай

## Съёмочная группа
- Режиссёр: Сухбат Хамидов.
- Сценарист: Олег Осетинский.
- Оператор: Заур Дахте.
- Композитор: Эдуард Артемьев.
- Художники: Гурген-Гога Мирзаханов, Владимир Серебровский.